# Czarne (gmina Kaliska)
Czarne – wieś kociewska w Polsce położona w województwie pomorskim, w powiecie starogardzkim, w gminie Kaliska nad Wdą w kompleksie Borów Tucholskich.
W latach 1975–1998 miejscowość należała administracyjnie do województwa gdańskiego.

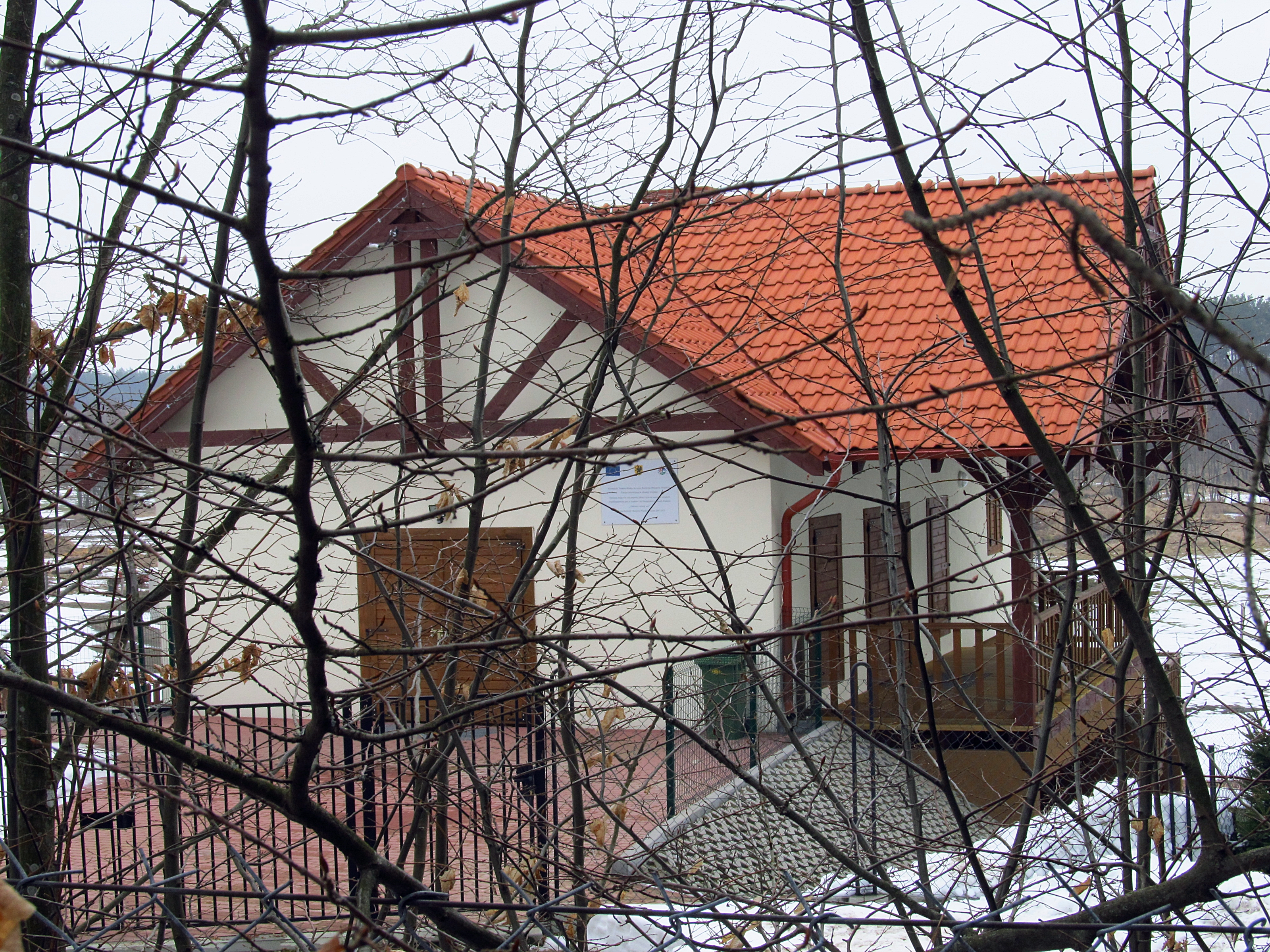
Świetlica z bliska

Sołecka Wieś Czarne ma zabudowę o charakterze rozproszonym i jest położona na lewym brzegu rzeki Wdy (Czarnej Wody) i po południowej stronie szosy Starogard Gdański – Chojnice (Berlinka) w odległości około 6 km od tej drogi. Obszar sołectwa wynosi 957 ha wraz z przysiółkiem Czubek. Na terenie sołectwa położone jest jezioro Gogolinek.
W nawiązaniu do historii miejscowości wraz z jej nazwą możemy określić, że nazwa wsi może pochodzić od nazw rzeki Czarna Woda, od boru (czarnego), który stanowi południową panoramę wsi względnie od urodzajnej (czarnej) gleby, którą wieś odróżnia się od piaszczystych okolic.
Trudno powiedzieć, kiedy powstała pierwsza osada ale jej okres powstania datowany jest na lata panowania króla Jana III Sobieskiego.
W roku 1848 mieszkało we wsi Czarne 72 katolików, natomiast w 1873 roku w wyborach do sejmiku powiatowego w Starogardzie kandydatem gminy Lubichowo był mieszkaniec Czarnego – Pruszak, który w wyborach uzyskał większość głosów i został deputowanym do sejmiku.
W roku 1885 obszar dworski Czarne miał 31 budynków mieszkalnych i mieszkało tu 78 katolików i 33 ewangelików. Obszar wynosił 963 ha, natomiast już roku 1937 mieszkało w tej wsi 225 osób, a obszar wynosił 871 ha.
W roku 1954 dokonano zmiany w podziale administracyjnym Polski i Czarne wraz przysiółkiem Czubek stało się jedynie wsią sołecką, które w 1972 roku weszło w skład nowo utworzonej gminy Kaliska.